# Александр Пафлагонец
Александр Пафлагонец (греч. Ἀλέξανδρος ὁ Ἀβωνοτειχίτης ; около 105, Абонотих, Инеболу — около 170) — древнеримский лжепророк, оракул, который играл на надеждах простых людей, «исцелял» больных и предрекал будущее. Сатирик Лукиан называет его основателем культа Гликона. Достоверность известий Лукиана об Александре часто ставилась под сомнение, однако монеты с изображением Александра, отчеканенные во времена Марка Аврелия и Луция Вера, свидетельствуют о значительном влиянии Александра в тот период. По словам Афинагора, статуя Александра стояла на форуме в городе Парий.

## Ранние годы
По происхождению Александр Пафлагонец — малоазиатский грек из города Абонотих в Пафлагонии (современный Инеболу в Турции). По словам Лукиана, он был статным и красивым мужчиной:
Александр был высокий, красивый, в его облике было действительно нечто божественное, кожа отличалась белизной, подбородок был покрыт редкой бородой; волосы Александр носил накладные, чрезвычайно искусно подобрав их к своим, и большинство не подозревало, что они чужие. Его глаза светились сильным и вдохновенным блеском. Голос он имел приятный и вместе с тем звучный. Словом, Александр был безупречен, с какой стороны на него не посмотреть.
Он отличался не только природными дарованиями, но и гибкостью и остротой ума; был в значительной степени наделён способностью ко всем наукам. В молодые годы был учеником и наследником одного врача, тианца по роду, из числа людей, близких к Аполлонию Тианскому. По словам Лукиана это врач являлся самозванцем, и именно он научил изготавливать Александра лекарства и яды. Когда тот умер, Александр переехал в Македонию и начал странствовать и обманывать людей вместе с одним византийцем по прозвищу Коккон. Поняв, что каждый чувствует страстное желание и необходимость узнать будущее, они хотели разбогатеть на предсказаниях. В былые времена благодаря схожей афере поднялись Дельфы. Мошенники решили учредить оракул, и успех превзошёл все их ожидания и расчёты. Для большей убедительности предсказаний они купили дрессированную змею.

## Возвращение в Абонотих
Александр хотел вернуться на родину. В одном из македонских храмов бога Аполлона они спрятали медные дощечки, которые провозглашали, что вскоре прибудет в Абонотих Асклепий вместе со своим отцом Аполлоном. Эти дощечки с предсказанием очень легко распространились по всей Вифинии и Понте, особенно же в Абонотихе. Вскоре напарник Александра Коккон умер от укуса змеи. Вернувшись спустя долгое время на свою родину при большой театральной постановке, Александр стал известным и прославился.

## Культ Гликона

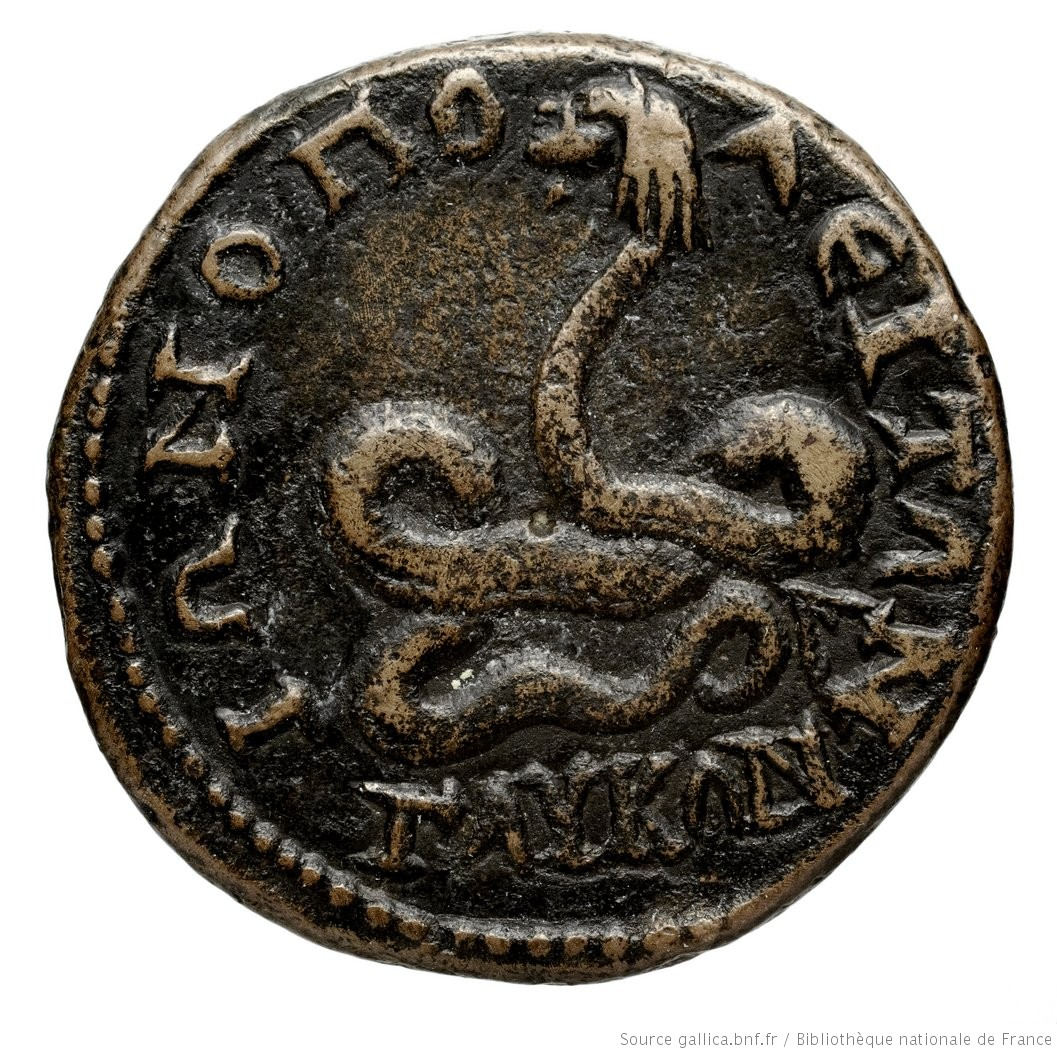
Бронзовая монета, с изображением Гликона, найдена в Абонотихе.

Незадолго до 160 года нашей эры Александр создал культ нового змеиного бога, Гликона. После разослал пророчество, согласно которому Гликон — это имя змея, воплощения бога Асклепия, якобы именно этот змей был настоящим отцом Александра Великого. Именно от лица этого змея Александр изрекал пророчества. Изображался в виде змея со львиной головой, был связан с культом Фортуны. Культ получил распространение в Римской империи во II веке, с середины II до середины III века его изображение появлялось на монетах.‌‌ ‌‌‌ ‌‌ ‌‌ ‌‌ ‌‌‌ ‌‌‌ ‌‌‌ ‌‌ ‌‌ ‌‌ ‌‌‌ ‌‌‌ ‌‌‌‌ ‌‌‌‌‌ ‌‌

## Слава о его деятельности
Несомненно, слава о новом культе распространилась за пределы Эгейского моря. Она дошла до Марка Аврелия, который воевал с маркоманами на Дунае. Император посоветовался с ним относительно того, как выиграть войну, и Александр посоветовал ему бросить в Дунай двух львов: это обеспечит большую победу. Он послушался ясновидящего, но большую победу одержали маркоманы.
Несмотря на эту неудачу предсказания, известность Александра росла и дальше. Один выдающийся римлянин в консульском ранге, Рутилиан, уже посовещавшись с ним во многих делах, наконец попросил у него совета, кого ему выбрать в жены. Александр имел дочь, которую и отдал в жены Рутилиану, и тот стал кровным защитником оракулу. Его главными противниками были эпикурейцы и христиане. Мошеннические методы Александра привели к серьёзному покушению на его жизнь.

## Смерть
Александр предсказал самому себе, что ему назначено судьбой прожить полтораста лет и умереть поражённым молнией, но умер от гангрены в семидесятилетнем возрасте.